# Pimelea clavata
Pimelea clavata är en tibastväxtart som beskrevs av Jacques-Julien Houtou de La Billardière. Pimelea clavata ingår i släktet Pimelea och familjen tibastväxter. Inga underarter finns listade i Catalogue of Life.